# ミヒャエル・ヴォルゲムート
ミヒャエル・ヴォルゲムート（Michael Wolgemut、姓の綴りは Wohlgemut や Michael Wohlgemuth とも、1434年 - 1519年11月30日）は、ドイツの画家、版画家である。当時ヨーロッパにおける印刷の中心であったニュルンベルクで重要な工房を経営する版画家、画家となり、多くの書籍の挿絵を制作した。有名な版画家、アルブレヒト・デューラーもヴォルゲムートの工房で学び、影響を受けた。

## 略歴
ニュルンベルクで生まれた。画家の父親のファレンティン・ヴォルゲムート（Valentin Wolgemut: 1469年没）の工房でキャリアを開始した後、フランドルで修行したか、フランドル出身の画家から学んだと考えられている。ミュンヘンの画家ガブリエル・アングラー（Gabriel Angler: c.1404- 1483?）の弟子になり、1471年ころは各地を旅して活動していたガブリエル・メレスキルヒャー（Gabriel Mälesskircher: c.1425/30–c.1495）と働いた。その後、ニュルンベルクで働きはじめその活動が1473年に文書に現れている。ニュルンベルクで画家のハンス・プライデンヴルフ（Hans Pleydenwurff: c.1420–1472) の未亡人と結婚し、プライデンヴルフの工房のあった邸を買って、その工房を継承し、繁栄させ妻の連れ子のヴィルヘルム・プライデンヴルフ（Wilhelm Pleydenwurff: 1460-1494）を教育し、共同で仕事をした。
ヴォルゲムートの工房では祭壇画や装飾画を描き、多くの書籍の挿絵となる木版画や彩色木版画を制作した。ヴォルゲムートの工房が挿絵を制作した書籍には、シュテファン・フリドリン（Stephan Fridolin: 1430-1498）の「Der Schatzbehalter oder Schrein der wahren Reichtümer des Heils und ewiger Seligkeit」(1491)やハルトマン・シェーデル（1440-1514）の『シェーデルの世界史』（Die Schedelsche Weltchronik』(1493)などがある。
有名な画家、版画家のアルブレヒト・デューラー（1471-1528）は1486年末にヴォルゲムートの弟子になり、ヴォルゲムートの晩年の肖像画『 ミヒャエル・ヴォルゲムートの肖像』を1516年に残している。ヴォルゲムートはデューラーらの弟子に自由な活動を許していて、デューラーの評判が高まると工房の仕事は減ることになった。ヴォルゲムートは1519年にニュルンベルクで亡くなった 。

## 作品

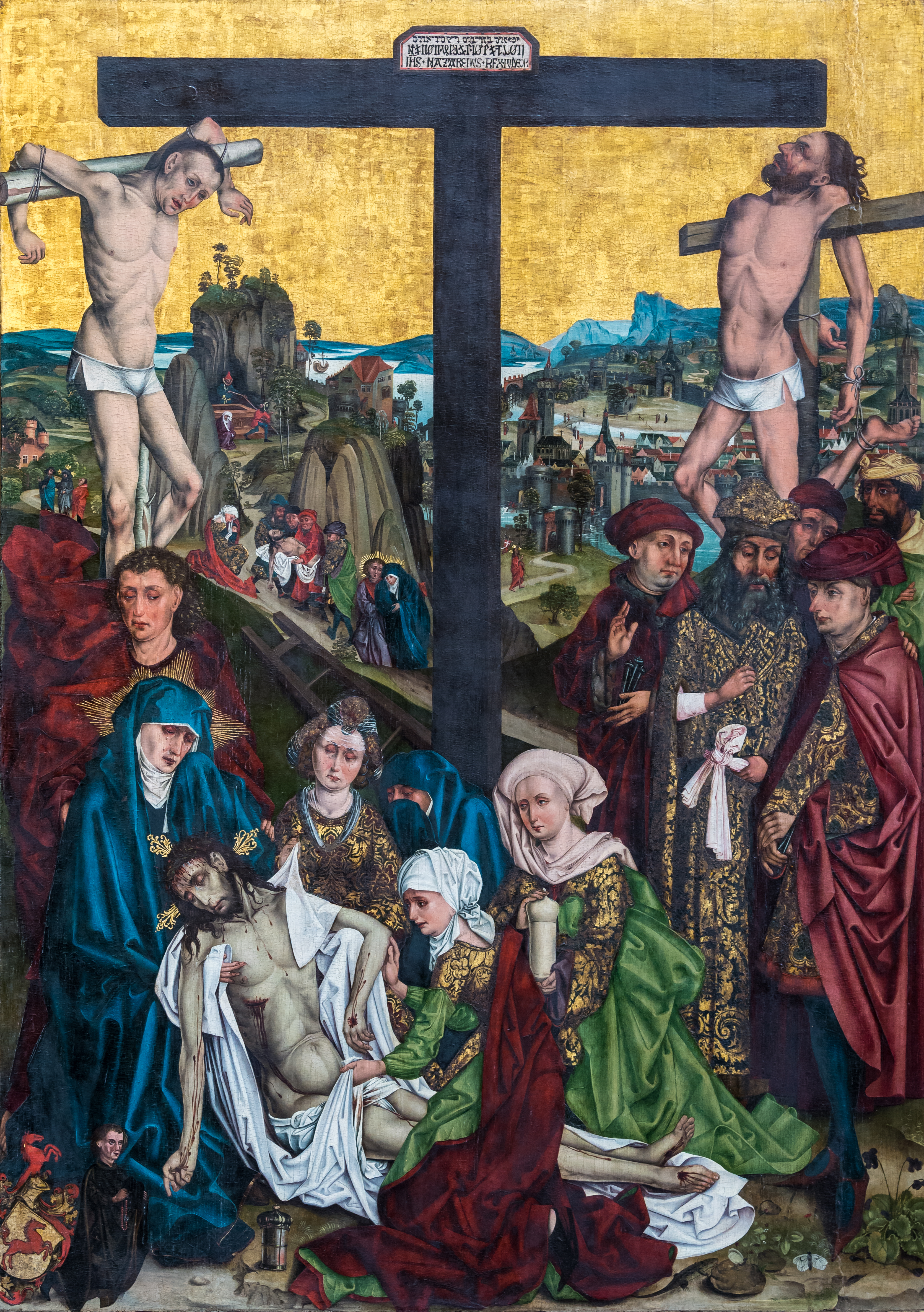
ニュルンベルク、聖ローレンツ教会の宗教画　(1484)
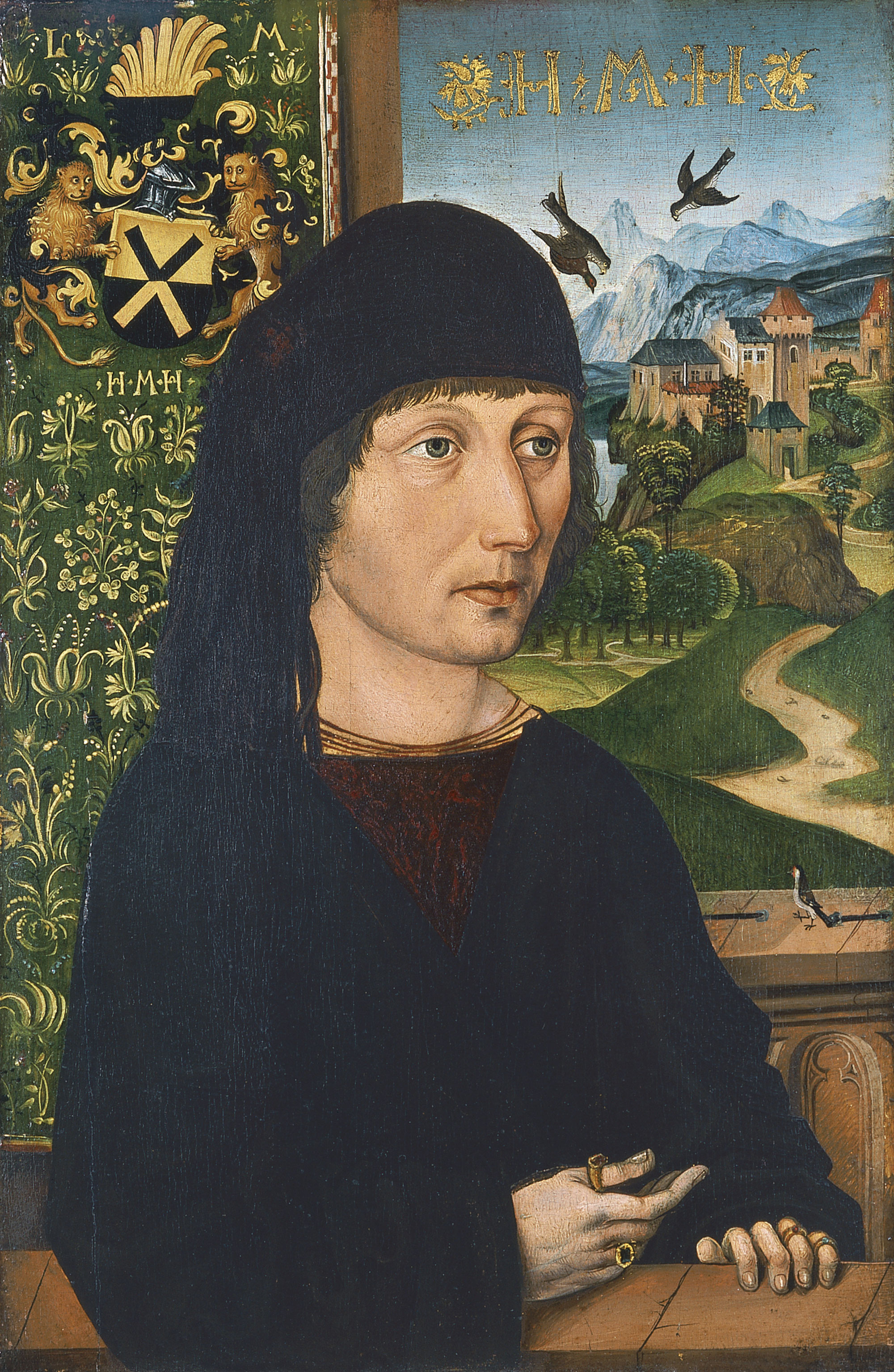
Portrait of Levinus Memminger (1485) ティッセン＝ボルネミッサ美術館
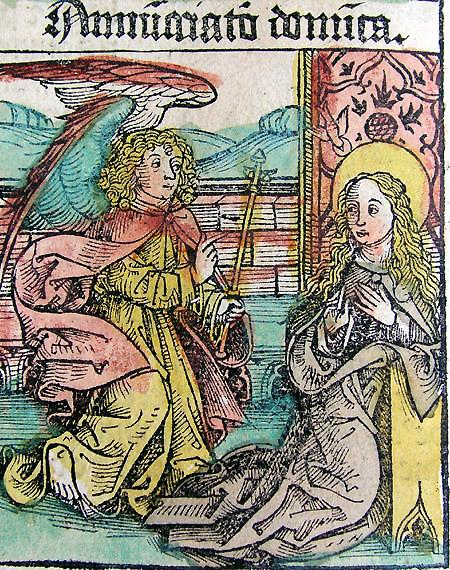
受胎告知 『シェーデルの世界史』挿絵
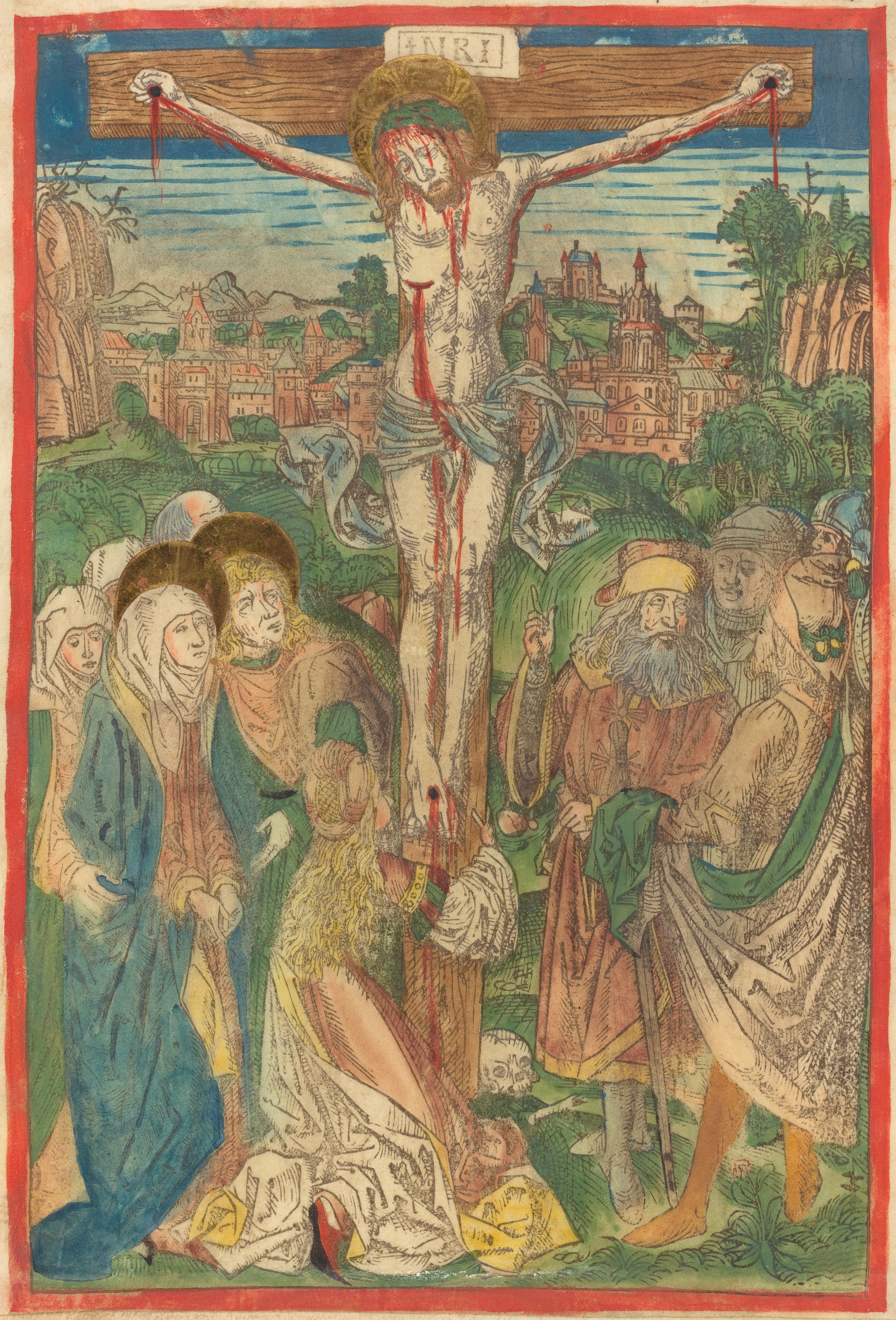
十字架のキリストとマグダラのマリア 『シェーデルの世界史』挿絵